# کارولینا هاربر
کارولینا هاربر (به انگلیسی: Carolina Harbor) یک منطقهٔ مسکونی در ایالات متحده آمریکا است که در کارولینای جنوبی واقع شده‌است.